# Pietro Besozzi

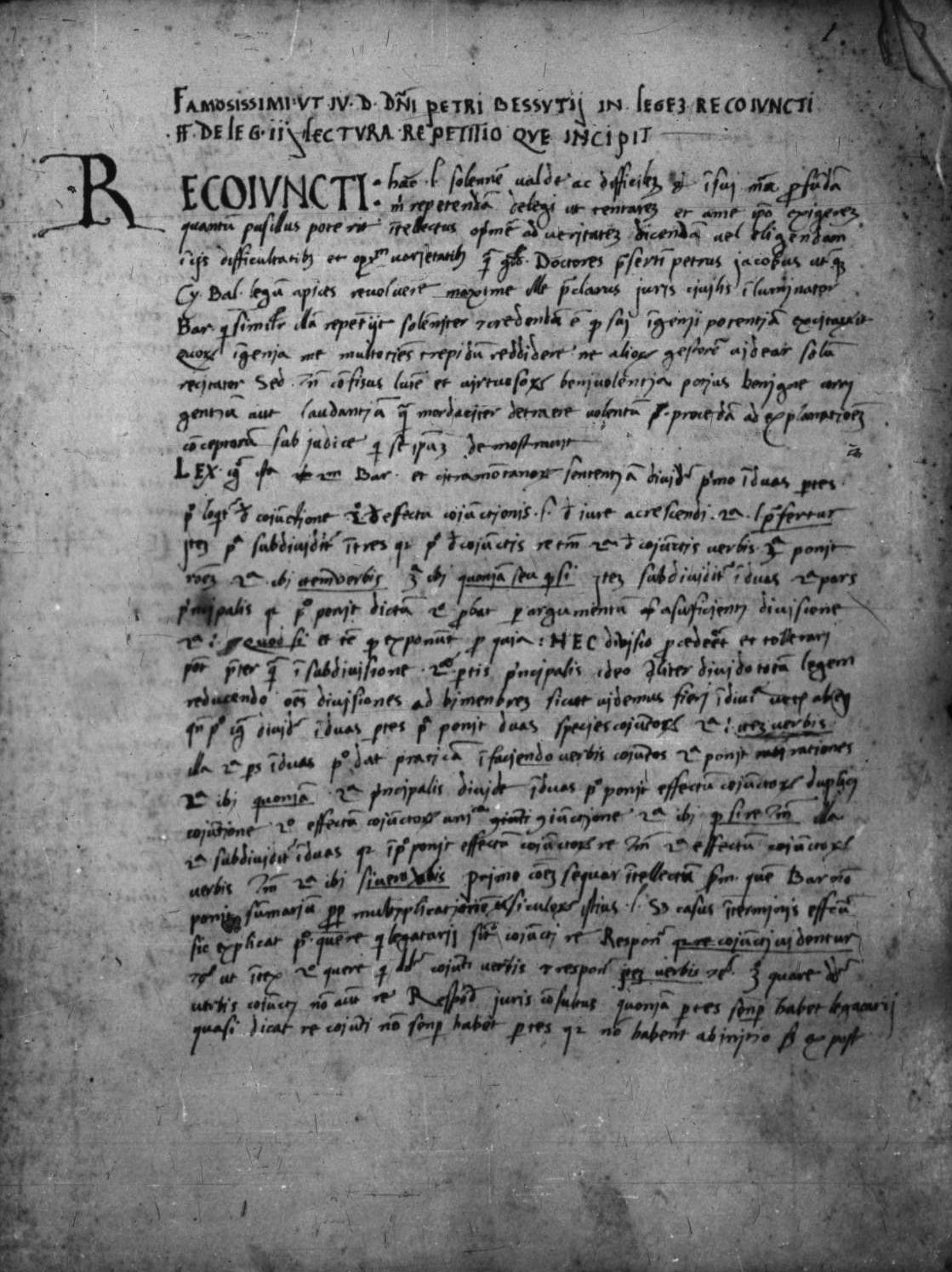
Repetitio ad D. 31.1.89, manoscritto, XV secolo

Pietro Besozzi, latinizzato come Petrus de Bexutio, de Besuzio, de Besuntio (Milano, dopo la seconda metà del XIV secolo – Milano, 15 luglio 1443), è stato un giurista italiano attivo dal 1405 al 1433.

## Biografia
Figlio d'Antonio, nacque a Milano sul finire del XIV secolo. Risulta essere a Pavia, dove ottenne il dottorato di legibus, nel 1406 per poi, l'anno seguente, ricoprire il ruolo di docente per la cattedra ordinaria di civilistica, a decorrere dal 1º maggio con un salario di 120 fiorini. Tale posto vacante era stato precedentemente offerto a Signorino Omodei che aveva rifiutato, probabilmente a causa della crisi economica che stava colpendo l'università, dunque Besozzi ricoprì tale incarico per un anno. A quel tempo, il comune di Pavia doveva far fronte alle spese del personale universitario e alla volontà di espansione dello Studio, ragion per cui l'ordine cornitale del 19 ottobre 1408 giustificava la volontà di ridurre il personale insegnante con tagli dello stipendio o il licenziamento, come avvenne per Besozzi.
Nel 1412-1413, Signorini e Besozzi furono accolti presso lo Studio torinese, che era stato avviato nel 1404 ma riaperto da Ludovico d'Acaia nel febbraio 1412. Per quest'ultimo, Besozzi risulta essere stato anche il suo avvocato fiscale. La permanenza a Torino ebbe breve durata, visto che qualche tempo dopo egli fece ritorno a Pavia. Con ogni probabilità questo avvenimento era sempre legato alla condizione economica.
A Pavia continuò la sua attività di docenza, ricoprendo la cattedra di diritto canonico, mentre nel 1418 figura tra i dottori legere debentes e l'ordinaria Decretalium con un salario di 200 fiorini. Nel 1421 Besozzi insieme a Guarnieri Castiglione ed altri colleghi, chiedeva al duca attraverso una petizione scritta più aule per meglio rispondere alle esigenze della didattica. Tale richiesta venne accolta e in aggiunta, negli anni seguenti, i salari degli insegnanti iniziarono ad aumentare, segno della ripresa economica.
Besozzi fu ucciso il 15 luglio 1433 a Milano da un provisionatus del duca, Bartolomeo Sannazzaro da Predalino. Le cause dell'omicidio rimangono sconosciute. Le sue opere rimasero per lo più inedite, ma di esse esistono vari manoscritti.

## Opere

### Manoscritti
- Reportationes a De legatis, XV secolo, Milano, Biblioteca Ambrosiana, Fondo manoscritti, ms. F 115 sup..
- Repetitio ad D. 31.1.89, XV secolo, Firenze, Biblioteca Nazionale Centrale, Fondo Magliabechiano, Magl. Cl. XXIX.199,  ff. 123.